# Бакинцы
«Бакинцы» (азерб. Bakılılar) — азербайджанский советский фильм, первый чёрно-белый звуковой игровой фильм азербайджанского кинематографа.

## О фильме
Фильм повествует об участии бакинских рабочих в революции 1905 года. Премьера фильма состоялась 4 июня 1938 года.

## Актёры
- Рза Афганлы — Джафар Мамедов
- Николай Шульгин — фельдшер Михайлов
- Борис Байков — слесарь Захарыч
- Васо Годзиашвили — большевик Васо
- Ваче Багратуни — Рубен
- Алисаттар Меликов — друг Джафара
- Ш. Бабаев — друг Джафара
- Мустафа Марданов — меньшевик
- Владимир Отрадинский — меньшевик
- Андрей Костричкин — Василий Аркадьевич, жандармский ротмистр
- Мовсун Санани — Человек в черкеске
- Меджид Шамхалов — хозяин фабрики